# Аглаонема простая
Аглаонема простая, или Аглаонема альпийская (лат. Aglaonema simplex) — вечнозелёное многолетнее травянистое растение, вид рода Аглаонема (Aglaonema) семейства Ароидные (Araceae).

## Ботаническое описание
Многолетние растения вертикального роста.
Корни мясистые, толстые.
Стебли тёмно-зелёные, цилиндрические, 40—80 см высотой, 1—2 см в диаметре, укореняющиеся в узлах; междоузлия 2—3 см длиной, конечные 5—10 мм длиной.

### Листья
Катафиллы рано опадающие, широколинейные, 4—7 см длиной, на вершине коротко заострённые.
Листья обычно в числе 5 или 6, в основном скученные на верхушке стебля. Черешки зелёные, 6—15 см длиной, вложенные во влагалища. Листовая пластинка вначале скрученная спиралью, затем распростёртая, бледно-зелёная снизу, тёмно-зелёная сверху, овально-продолговатая, 10—25 см длиной, 5,5—11 см шириной, тонкокожистая, в основании усечённо-округлённая, полусердцевидная или нисходящая, на вершине хвостовидно-заострённая или длинно-заострённая. Первичные жилки по 6—8 с каждой стороны, изгибаются дугообразно.

### Соцветия и цветки
Цветоножка зелёная, 2—6 см длиной. Покрывало вначале спирально скрученное, затем раскрывающееся разрезом, формы тарелки, яйцевидное, 3—4,5 см длиной, около 1,3 см в диаметре, на вершине длинно-заострённое. Початок 2,5—4,5 см длиной, немного длиннее или равен покрывалу. Женская зона около 5 мм длиной; завязь шаровидная; семяпочка базальная; рыльце сидячее, круглое. Мужская зона 2—3 см длиной; тычинок 4; пыльники двухклеточные.
Цветёт в апреле — июне.

### Плоды
Плоды — продолговатые ягоды, 12—18 мм длиной, 7—10 мм в диаметре.
Семя продолговатое, 11—15 мм длиной.
Плодоносит в сентябре — октябре.

## Распространение
Встречается в Мьянме (юг), на Андаманских и Никобарских островах, в Таиланде, Индонезии (Целебес, Ява, Калимантан, Молуккские острова, Суматра), в Малайзии, на Филиппинах, в Сингапуре.
Растёт в лесных долинах, на высоте до 1500 м над уровнем моря.

## Практическое использование
Выращивается в качестве аквариумного растения в аквариумах с небольшим уровнем воды, лучше в глиняных горшках. Размножается корневыми побегами. Этот вид очень декоративен, но требователен к условиям содержания.